# Determinant (matematică)
Determinantul este, în algebră, o funcție care atribuie oricărei matrici pătrate un număr.

## Primele aplicații: arii și volume

### Determinantul unei matrici 2×2
Fie matricea de tip 2×2:
{\displaystyle A={\begin{bmatrix}a&b\\c&d\end{bmatrix}}}
determinantul acesteia este:
{\displaystyle \det(A)=ad-bc\ }

### Interpretare vectorială
Determinantul vectorilor X și X' este dat de expresia analitică:
{\displaystyle \det(X,X')={\begin{vmatrix}x&x'\\y&y'\end{vmatrix}}=xy'-yx'}
ceea ce este echivalent cu expresia geometrică:
{\displaystyle \det(X,X')=\|X\|\cdot \|X'\|\cdot \sin \theta }
unde {\displaystyle \theta } este unghiul orientat format de vectorii X și X '.

### Determinantul unei matrici 3×3
Fie matricea de tip 3×3:
{\displaystyle A={\begin{bmatrix}a&b&c\\d&e&f\\g&h&i\end{bmatrix}}}
Dezvoltând după prima linie, obținem:
{\displaystyle {\begin{aligned}\det(A)&=a{\begin{vmatrix}e&f\\h&i\end{vmatrix}}-b{\begin{vmatrix}d&f\\g&i\end{vmatrix}}+c{\begin{vmatrix}d&e\\g&h\end{vmatrix}}\\&=aei-afh-bdi+bfg+cdh-ceg\\&=(aei+bfg+cdh)-(gec+hfa+idb),\end{aligned}}}

## Interpretare geometrică
Dacă X(a,b,c), Y(d,e,f), Z(g,h,i) sunt trei vectori orientați, atunci volumul paralelipipedului determinat de aceștia este:
{\displaystyle \det(X,Y,Z)={\begin{vmatrix}a&b&c\\d&e&f\\g&h&i\end{vmatrix}}}.

## Proprietăți
1. Determinantul unei matrice {\displaystyle \mathrm {A} } este egal cu determinantul matricei transpuse {\displaystyle {}^{t}\!A:det(A)=det({}^{t}\!A)}.
2. Dacă într-o matrice pătratică se schimbă între ele două linii (sau coloane) se obține o matrice care are determinantul egal cu opusul determinantului matricei inițiale.
3. Dacă elementele unei linii (sau coloane) a matricei {\displaystyle \mathrm {A} } se înmulțesc cu un număr {\displaystyle {\mbox{k}}}, se obține o matrice {\displaystyle \mathrm {C} }  al cărei determinant este egal cu {\displaystyle k*det(A)}.
4. Dacă elementele unei linii (sau coloane) dintr-o matrice pătratică sunt nule, atunci determinantul matricei este nul.
5. Dacă o matrice are două linii (coloane) identice, atunci determinantul ei este nul.
 Consecință: 
 Fie {\displaystyle d=|a_{i,j}|_{n}} un determinant de ordinul {\displaystyle {\mbox{n}}}. Pentru orice  {\displaystyle i\neq \;j} au loc egalitățile:
  1. {\displaystyle a_{i1}\delta _{j1}+a_{i2}\delta _{j2}+...+a_{in}\delta _{jn}=0}
  2. {\displaystyle a_{1j}\delta _{1i}+a_{2j}\delta _{2i}+...+a_{nj}\delta _{ni}=0}